# هاني يونس
هانى يونس هو المستشار الإعلامي لرئاسة مجلس الوزراء في مصر و المتحدث الرسمي باسم وزارة الإسكان و المرافق و المجتمعات العمرانية وهو أيضا المشرف العام على المركز الإعلامي في مجلس الوزراء المصري، وحاز على جائزة أفضل متحدث رسمي للوزارات الخدمية في 2017 و جائزة أفضل متحدث رسمي في مصر في عام 2019

## الحياة المهنية
هاني يونس مستشار إعلامي من مواليد 11 سبتمبر 1976 من قرية دمليج التابعة لمركز منوف بمحافظة المنوفية في مصر. بدأ حياته المهنية كصحفي في جريدة الأهرام عام 1999. ثم عمل كمُعِد في  برنامج «يلا يا شباب» الذي بُث على قناة الأولى المصرية، وبعدها أصبح  نائب مدير تحرير الجريدة. كما أنه عَمِل كمستشار إعلامي لوزارة الإسكان في الأول من أكتوبر عام 2007، وتولى منصب المستشار الإعلامي للمهندس إبراهيم محلب، وقت توليه رئاسة الحكومة، ثم عاد مستشارا لوزارة الإسكان بعدما تقدمت حكومة المهندس إبراهيم محلب باستقالتها، ليعود مرة أخرى في 21 يونيو 2018 مستشاراً إعلامياً للدكتور مصطفي مدبولي رئيس الوزراء في الحكومة الجديدة التي تم تشكيلها.